# Daburija
Daburija, (hebrejsky דַבּוּרִיָּה, arabsky دبورية‎, v oficiálním přepisu do angličtiny Daburiyya, přepisováno též Daburia nebo Daburiya) je místní rada (malé město) v Izraeli, v Severním distriktu.

## Geografie

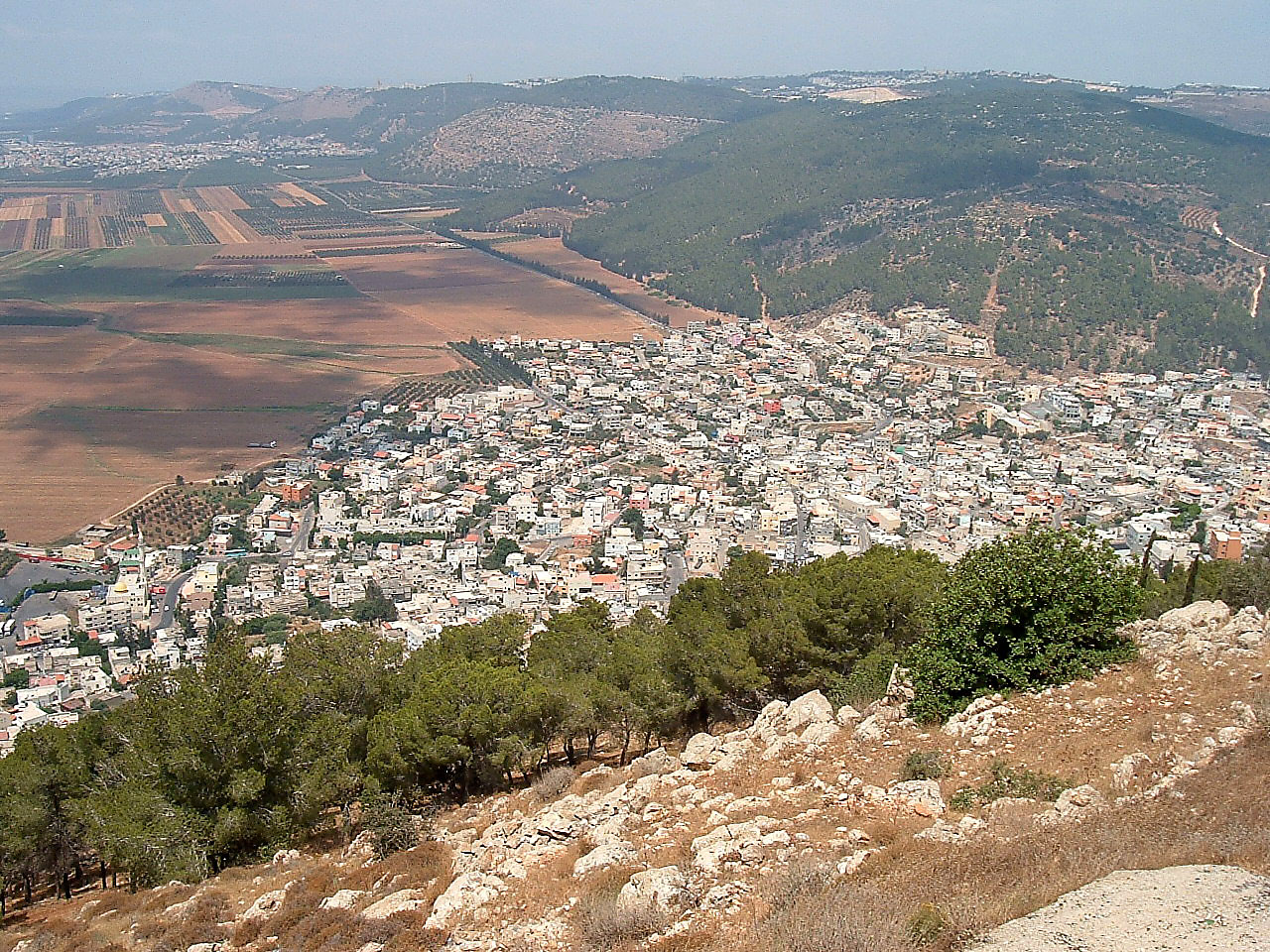
Celkový pohled na obec Daburija z hory Tabor

Nachází se v nadmořské výšce 179 metrů v Dolní Galileji, na pomezí pohoří Harej Nacrat (Nazaretské hory), které se k městu přibližuje na severozápadní straně vrcholem Har Dvora, osamělé hory hory Tabor, která se zvedá na východním okraji města, a Jizre'elského údolí, respektive jeho severovýchodní části nazývané Bik'at Ksulot. Do tohoto údolí také z okolních vyvýšenin směřuje vádí Nachal Dvora, které tu pak zleva ústí do vádí Nachal Tavor.
Město je situováno cca 6 kilometrů východně od Nazaretu, cca 90 kilometrů severovýchodně od centra Tel Avivu a cca 37 kilometrů jihovýchodně od centra Haify, v hustě zalidněném a zemědělsky intenzivně obdělávaném pásu. Osídlení v tomto regionu je smíšené. Vlastní město je osídleno izraelskými Araby a další arabská sídla (včetně města Nazaret) leží na severozápadní straně. Na východní a jižní straně od města ovšem začíná region s demografickou převahou Židů. Daburija je na dopravní síť napojena pomocí lokální silnice číslo 7266, která ústí do dálnice číslo 65 z Afuly směrem do údolí řeky Jordán.

## Dějiny

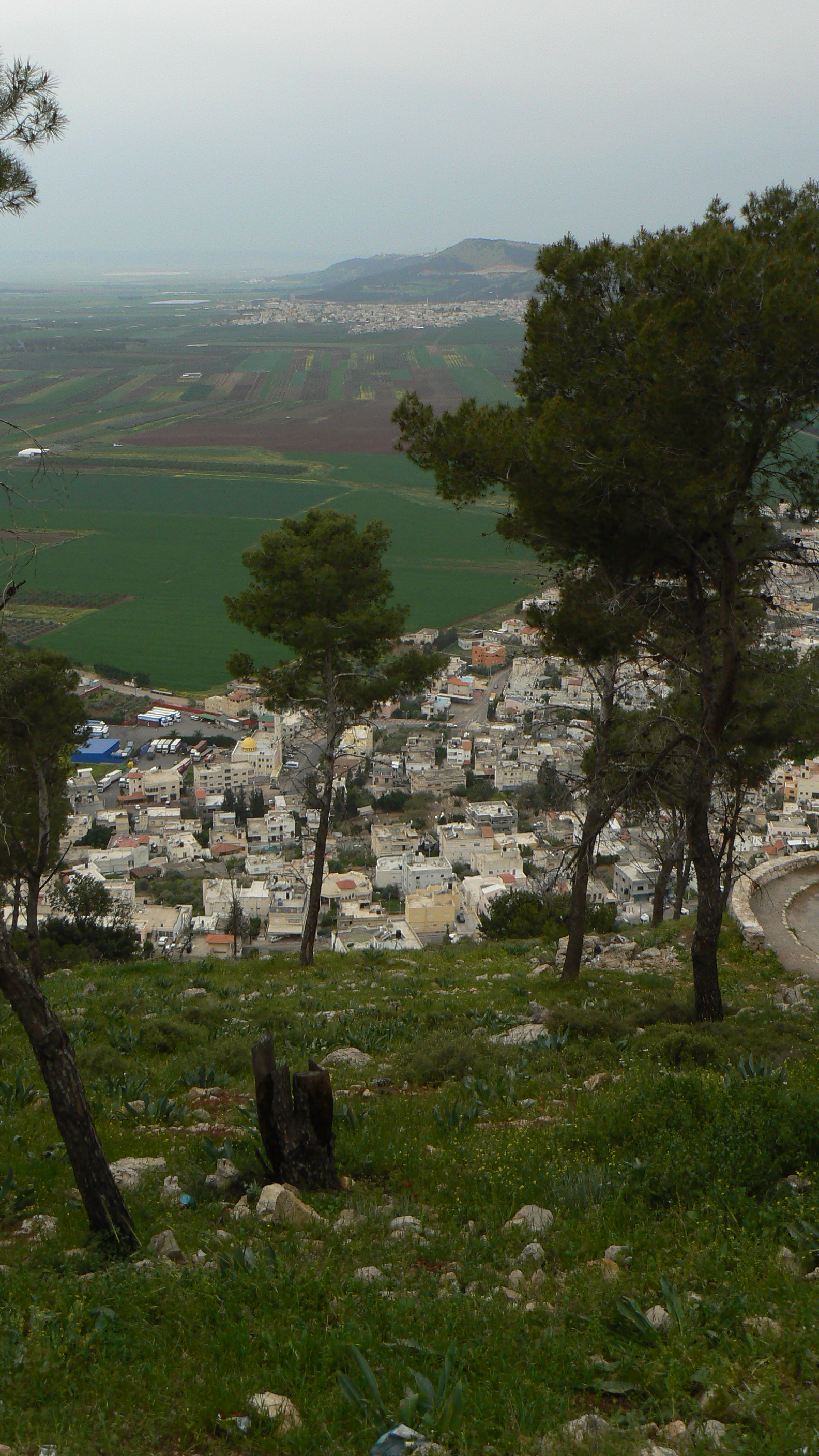
Celkový pohled na obec Daburija

Daburija uchovává ve svém názvu jméno původní biblické lokality Dobrat, zmiňované v Knize 1. Paralipomenon 6,53. Zbytky této starověké vesnice jsou dochovány severovýchodně od dnešní Daburije, v lokalitě Chirbet Debora. Ve středověku osídlena muslimskými Araby. Obec leží na úpatí hory Tabor a zčásti využívá místní turistický ruch.
Daburija a její okolí směrem do strmých svahů okolo Nazaretu byla izraelskou armádou dobyta během První arabsko-izraelské války v červenci 1948 v rámci Operace Dekel. Po dobytí nebyla tato arabská vesnice vysídlena a její obyvatelé se stali občany státu Izrael. V roce 1961 byla vesnice povýšena na místní radu (malé město).
V září 1999 provedli dva muži původem z Daburije sebevražedný atentát ve městě Tiberias. Při výbuchu kromě útočníků nikdo nezemřel. Šlo o jeden z prvních případů sebevražedných atentátníků z řad izraelských Arabů.

## Demografie
Daburija je etnicky čistě arabské město se zcela muslimskou populací. Jde o menší sídlo městského typu, byť zástavba má zejména na okrajích obce rozvolněný a spíše venkovský ráz. K 31. prosinci 2017 zde žilo 10 200 lidí.
| Rok            | 1912 | 1922 | 1931 | 1945  | 1955  | 1961  | 1972  | 1980  | 1983  | 1990  | 1993  | 1994  | 1995  | 1996  | 1997  | 1998  | 1999  | 2000  |
| -------------- | ---- | ---- | ---- | ----- | ----- | ----- | ----- | ----- | ----- | ----- | ----- | ----- | ----- | ----- | ----- | ----- | ----- | ----- |
| Počet obyvatel | 489  | 602  | 747  | 1 290 | 1 600 | 1 900 | 3 200 | 4 200 | 4 300 | 5 300 | 5 800 | 6 000 | 6 200 | 6 400 | 6 600 | 6 800 | 7 000 | 7 200 |

| Rok            | 2001  | 2002  | 2003  | 2004  | 2005  | 2006  | 2007  | 2008  | 2009  | 2010  | 2011  | 2012  | 2013  | 2014  | 2015  | 2016   | 2017   |
| -------------- | ----- | ----- | ----- | ----- | ----- | ----- | ----- | ----- | ----- | ----- | ----- | ----- | ----- | ----- | ----- | ------ | ------ |
| Počet obyvatel | 7 500 | 7 700 | 7 900 | 8 100 | 8 300 | 8 500 | 8 700 | 8 824 | 8 999 | 9 100 | 9 300 | 9 400 | 9 600 | 9 700 | 9 900 | 10 000 | 10 200 |